# My Twin
«My Twin» (с англ. — «Мой близнец») — песня шведской метал-группы Katatonia, выпущенный в виде сингла 13 февраля 2006 года лейблом Peaceville Records с альбома The Great Cold Distance (2006 г.).
Сингл занял 9-ю строчку в финских музыкальных чартах.

## Список композиций
Все тексты написаны Йонасом Ренксе  (за исключением «Dissolving Bonds» — Андерс Нюстрём), вся музыка написана Йонасом Ренксе и Андерсом Нюстрёмом.
| №                   | Название              | Длительность |
| ------------------- | --------------------- | ------------ |
| 1.                  | «My Twin»             | 3:43         |
| 2.                  | «My Twin (Opium Dub)» | 4:17         |
| 3.                  | «Displaced»           | 5:16         |
| 4.                  | «Dissolving Bonds»    | 3:42         |
| Общая длительность: | Общая длительность:   | 16:58        |

## Участники записи
| Katatonia - Йонас Ренксе — вокал, гитара, клавишные, лупы, программирование, эффекты - Андерс Нюстрём — бэк-вокал, гитара, клавишные, лупы, программирование, эффекты - Фред Норрман — гитара - Маттиас Норрман — бас-гитара - Даниэль Лильеквист — бэк-вокал, барабаны | Производственный персонал - группа Katatonia — продюсеры - Йенс Богрен — продюсер, сведение, мастеринг, звукоинженер, клавишные, лупы, программирование, эффекты - Дэвид Кастильо — со-продюсер, сведение, мастеринг, звукоинженер, клавишные, лупы, программирование, эффекты - Томас Эбергер — мастеринг Художественное оформление - Йонас Ренксе — арт-директор - Андерс Нюстрём — арт-директор - Трэвис Смит — художественное оформление, дизайн - Олле Карлссон — фотограф |

## Чарты
| Чарт (2006 г.)                      | Позиция в чарте |
| ----------------------------------- | --------------- |
| Дания (Tracklisten)                 | 20              |
| Финляндия (Suomen virallinen lista) | 8               |